# 興梠龍司
興梠 龍司（こうろぎ りゅうじ、1980年8月20日 - ）は、日本の元男子バレーボール選手、指導者。

## 来歴
宮崎県西臼杵郡高千穂町出身。高千穂高校を経て、福岡大学を卒業。2006年にVプレミアリーグの大分三好ヴァイセアドラーに加入した。大分三好のリベロだった井上裕介が堺ブレイザーズへ移籍した2008年からレギュラーのリベロになった。チームでは副キャプテンを務めた。2012年シーズンから現役を引退し、大分三好のコーチ専任となった。2014年、2013/14シーズン終了をもってコーチを退任した。
2024年現在は都城高等学校で教員として勤務し、女子バレーボール部顧問を務める。

## 人物
- 元ジェイテクトSTINGSのリベロ興梠亮は弟。

## 所属チーム
- 高千穂高校
- 福岡大学
- 大分三好ヴァイセアドラー（2006-2012年）